# 가십걸 (2021년 드라마)
《가십걸》(영어: Gossip Girl)은 HBO 맥스에서 2021년부터 7월 2023년 1월까지 방영된 미국의 십대 드라마로, The CW사의 동명 드라마의 속편이자 리부트격 작품이다.